# الغلاف الأرضي

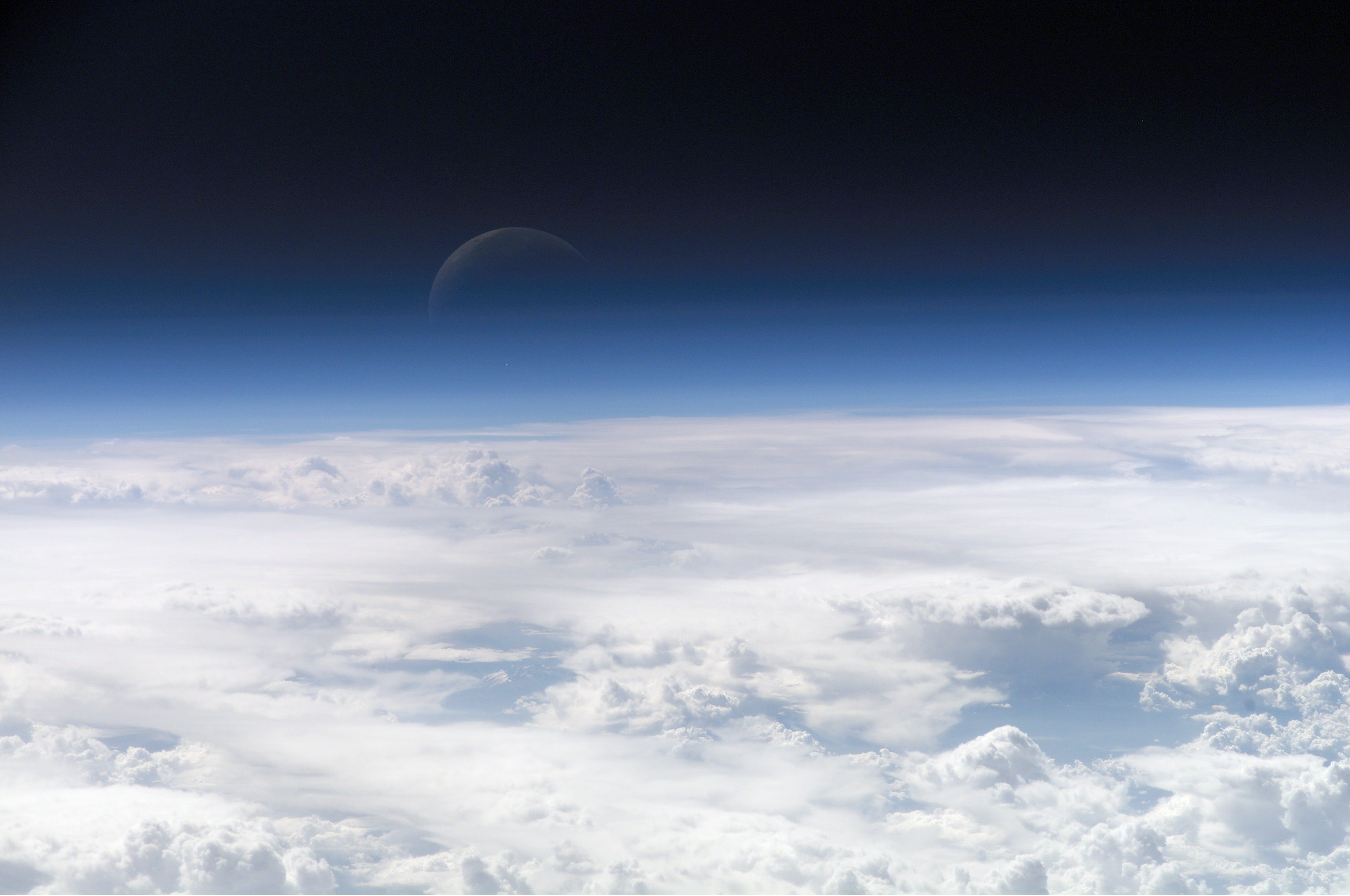
الغلاف الجوي

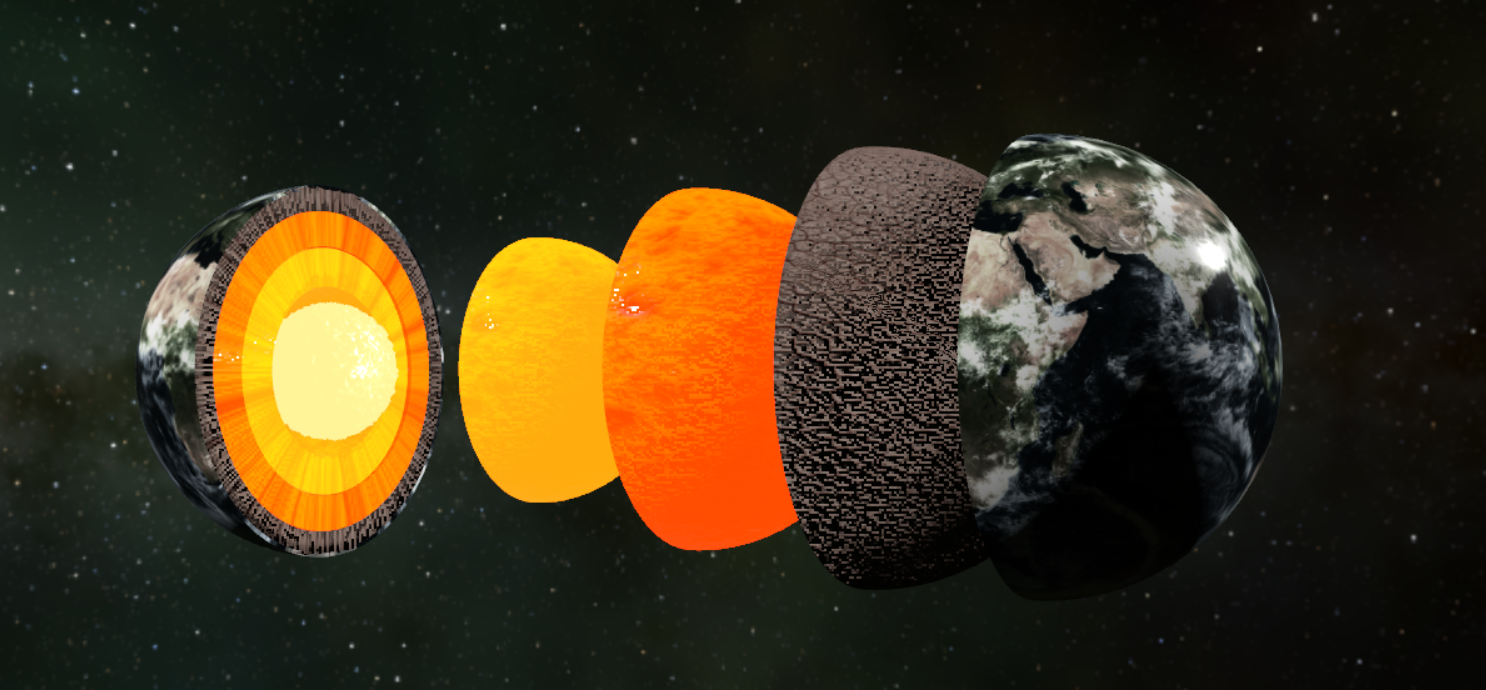
طبقات الأرض

الغلاف الأرضي (بالإنجليزية: Geosphere)‏، هناك العديد من التعاريف المتضاربة للغلاف الأرضي. يمكن اعتبار الغلاف الأرضي كإسم جماعي للغلاف الصخري والغلاف المائي والغلاف الجليدي والغلاف الجوي. المجموعات المختلفة للغلاف الأرضي قادرة على تبادل الكتلة أو تدفقات الطاقة المختلفة فهي (مقدار التغيير القابل للقياس). يؤثر تبادل هذه التدفقات على توازن المجالات المختلفة للغلاف الأرضي. مثال على ذلك: كيف تعمل التربة كجزء من المحيط الحيوي، بينما تعمل أيضًا كمصدر لتبادل التدفق.
في الفيزياء الأرسطية، تم تطبيق المصطلح على أربعة أماكن طبيعية كروية، متداخلة بشكل مركز حول مركز الأرض، كما هو موضح في محاضرات «السماع الطبيعي والأرصاد الجوية» (Physica and Meteorologica). كان يُعتقد أنهم يفسرون حركات العناصر الأرضية الأربعة: الأرض والماء والهواء والنار في النصوص الحديثة وفي علوم نظام الأرض. يشير الغلاف الأرضي إلى الأجزاء الصلبة من الأرض، يتم استخدامه مع الغلاف الجوي والغلاف المائي والمحيط الحيوي لوصف أنظمة الأرض (يتم سرد تفاعل هذه الأنظمة مع الغلاف المغناطيسي أحيانًا)، وفي بعض الأحيان يتم استخدام مصطلح الغلاف الصخري بدلاً من الغلاف الأرضي أو الأرض الصلبة. ومع ذلك يشير الغلاف الصخري فقط إلى الطبقات العليا من الأرض الصلبة (صخور القشرة المحيطية والقارية والغلاف العلوي).
منذ بدء استكشاف الفضاء لوحظ أن امتداد الغلاف البلازمي متغير بدرجة كبيرة، وغالبًا ما يكون أكبر بكثير مما كان متوقعًا في السابق، ويمتد أحيانًا إلى حدود الغلاف المغناطيسي الأرضي. تمت الإشارة إلى هذه الحدود الخارجية شديدة التغير للمادة الجيولوجية باسم «الجيوبوز»، للإشارة إلى الندرة النسبية لهذه المادة فيما وراءها، حيث تهيمن الرياح الشمسية.